# I Guess I Like It Like That
«I Guess I Like It Like That» es una canción de Pop y Dance de Kylie Minogue para su cuarto álbum Let's Get To It. Escrita por Mike Stock, Pete Waterman y la misma Kylie Minogue. El single tiene un sampler de la exitosa canción Get Ready For This del grupo 2 Unlimited (género Eurodance)
If you were with me now y I Guess I Like It Like That fueron lanzados en Australia en octubre de 1991. Sin embargo, If you were with me now fue lanzado como CD y casete, mientras que "I Guess I Like It Like That" fue lanzado como lado A del sencillo vinilo. No hay sencillo vinilo de "If you were with me now" en Australia.
I Guess I Like It Like That fue incluida en una versión editada en el sencillo en CD de "If you were with me now". Sin embargo, el track list es incorrecto. El tercer track en la lista es "If you were with me now - Extended", pero actualmente este es "I Guess I Like It That - Extended". La versión extendida es también conocida como una versión en LP.

## Actuaciones en vivo
- Let's Get to It Tour
- Showgirl: The Greatest Hits Tour (extracto durante "Smiley Kylie Medley")
- Showgirl: The Homecoming Tour (extracto durante "Everything Taboo Medley")
- For You, For Me Tour (extracto durante "Smiley Kylie Medley")

## Formato
Australia sencillo 12"
1. Lado A - «I Guess I Like It Like That» (Álbum Versión) - 6:00
2. Lado B1 - «I Guess I Like It Like That» (Edit) - 3:30
3. Lado B2 - «If you were with me now» - 3:10

Australia Sencillo en CD - "If you were with me now"
1. «If you were with me now» - 3:10
2. «I Guess I Like It Like That» (Edit) - 3:30
3. «I Guess I Like It Like That» (Álbum Versión) - 6:00

- Datos: Q931487